# Dực Yên
Dực Yên là một xã thuộc huyện Đầm Hà, tỉnh Quảng Ninh, Việt Nam.
Xã Dực Yên có diện tích 21,35 km², dân số năm 1999 là 2135 người, mật độ dân số đạt 100 người/km².